# Hubert von Michaelis

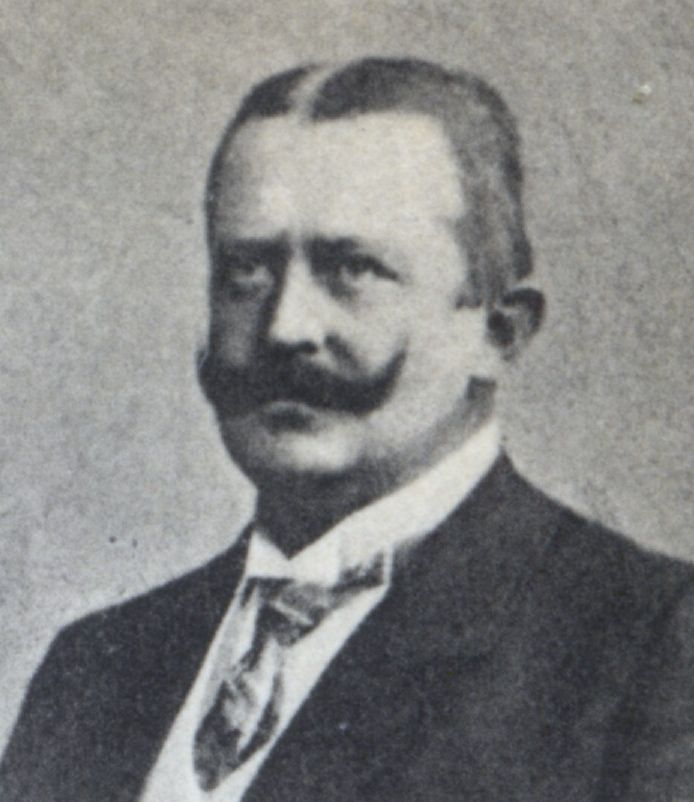
Hubert von Michaelis als Reichstagsabgeordneter 1912

Hubert Ernst Julius Erdmann von Michaelis (* 12. April 1858 in Quatzow; † 22. Juli 1925 ebenda) war Rittergutsbesitzer und Mitglied des Deutschen Reichstags.

## Leben
Hubert von Michaelis war ein Abkömmling der 1787 in den Adelsstand erhobenen gleichnamigen Soldatenfamilie. Seine Eltern waren der Erbherr auf Quatzow und preußische Rittmeister Ernst von Michaelis (1820–1871) und Valeska Brandt von Lindau (1828–1905). Er besuchte die Gymnasien in Köslin und Treptow. 1878 trat er in das Dragoner-Regiment Nr. 11 ein; 1890 nahm er als Oberleutnant den Abschied. Seit 1888 war er Rittergutsbesitzer in Quatzow. Weiter war er Rittmeister der Landwehr-Kavallerie, Major der Reserve, Kreisdeputierter und Mitglied des Kreistages und Kreisausschusses des Kreises Schlawe, Amtsvorsteher und Deputierter der Landschaft. Außerdem war er Vorsitzender des Kreis-Kriegerverbands Schlawe und des Schlawer Vereins, Vorstandsmitglied des konservativen Vereins Schlawe und Wahlkreisvorsitzender des Bundes der Landwirte. Er war Träger des Roten Adlerordens IV. Klasse, des Kronenordens IV. Klasse und seit 1915 Ehrenbürger von Schlawe.
Von 1903 bis 1918 war er Mitglied des Deutschen Reichstags für den Wahlkreis Regierungsbezirk Köslin 2 (Bütow, Rummelsburg, Schlawe) und die Deutschkonservative Partei. Zwischen 1904 und 1914 war er auch Mitglied des Preußischen Abgeordnetenhauses.